# Gamma
Gamma (gr. γάμμα, pisana Γγ) – trzecia litera alfabetu greckiego. W greckim systemie liczbowym oznacza liczbę 3.
Gamma pochodzi od litery alfabetu fenickiego gimel (𐤂). Od gammy pochodzą litery łacińskie C i G oraz cyrylickie Г i Ґ.
W grece współczesnej gamma reprezentuje spółgłoskę szczelinową miękkopodniebienną dźwięczną /ɣ/ lub spółgłoskę szczelinową podniebienną dźwięczną /ʝ/.
W języku starogreckim gamma reprezentowała zaś spółgłoskę zwartą miękkopodniebienną dźwięczną /g/.

## Użycie jako symbolu

### Γ
- w matematyce:
  - rozkład gamma
  - funkcja gamma
- w fizyce – centrum strefy Brillouina.

### γ{\displaystyle \gamma }
- korekcja gamma
- promieniowanie gamma
- foton
- odkształcenia postaciowe
- w fizyce:
  - bezwymiarowa wielkość związana z prędkością cząstki wzorem {\displaystyle \gamma ={\tfrac {1}{\sqrt {1-v^{2}/c^{2}}}}} (gdzie {\displaystyle c} – prędkość światła w próżni). Występuje we wzorach transformacji Lorentza, stosowana jako miara prędkości bardzo szybko poruszających się cząstek.
  - w termodynamice – oznaczenie wskaźnika adiabatycznego gazu, zdefiniowanego jako stosunek ciepła właściwego gazu przy stałym ciśnieniu {\displaystyle c_{p}} do ciepła właściwego gazu przy stałej objętości {\displaystyle c_{v}{:}} {\displaystyle \gamma ={\frac {c_{p}}{c_{v}}}.}
  - jednostka natężenia pola magnetycznego równa {\displaystyle \gamma ={\tfrac {1}{400\pi }}\mathrm {\frac {A}{m}} ,} stosowana dla słabych pól, zwykle w geofizyce i astronomii
- w chemii
  - w kinetyce reakcji – temperaturowy współczynnik szybkości reakcji (TWSR)
  - jako lokant podobnie do innych liter alfabetu greckiego[1]
- Gamma – w brydżu konwencja licytacyjna, część systemu Precision

## Kodowanie
W Unikodzie litera jest zakodowana:
| Znak | Unicode | Kod HTML                        | Nazwa unikodowa            | Nazwa polska               |
| ---- | ------- | ------------------------------- | -------------------------- | -------------------------- |
| Γ    | U+0393  | &Gamma; lub &#x0393; lub &#915; | GREEK CAPITAL LETTER GAMMA | wielka litera grecka gamma |
| γ    | U+03B3  | &gamma; lub &#x03B3; lub &#947; | GREEK SMALL LETTER GAMMA   | mała litera grecka gamma   |

W LaTeX-u używa się znacznika:
| Znak                    | LaTeX  |
| ----------------------- | ------ |
| {\displaystyle \Gamma } | \Gamma |
| {\displaystyle \gamma } | \gamma |